# جایزه بزرگ ایتالیا ۱۹۶۶
جایزه بزرگ ایتالیا ۱۹۶۶ (انگلیسی: ‎1966 Italian Grand Prix‎) یک مسابقهٔ موتوری در رشتهٔ اتومبیل‌رانی فرمول یک بود که در تاریخ ۴ سپتامبر ۱۹۶۶ در پیست ناتزیوناله مونتزا واقع در، برگزار شد. این گراند پری در میان ۹ گراند پری در فصل ۱۹۶۶، مسابقهٔ شمارهٔ ۷ بود.
در این مسابقه که در ۶۸ دور و به مسافت ۳۹۱٫۰۰۰ کیلومتر (۲۴۲٫۹۵۶ مایل) برگزار شد، پول پوزیشن توسط مایک پارکس کسب شد و سریع‌ترین زمان برای طی یک دور پیست که برابر با ۱:۳۲٫۴ بود نیز توسط لودوویکو اسکارفیوتی به ثبت رسید.
لودوویکو اسکارفیوتی از تیم فراری، مایک پارکس از تیم فراری و دنی هیولم از تیم برابام-رپکو به‌ترتیب مقام‌های اول تا سوم مسابقه را کسب کردند.

## رده‌بندی قهرمانی پس از مسابقه
|       | جایگاه | راننده      | امتیاز |
| ----- | ------ | ----------- | ------ |
|       | ۱      | جک برابام   | ۳۹     |
| ۲     | ۲      | جوهن رایندت | ۱۸     |
| ۱     | ۳      | گراهام هیل  | ۱۷     |
| ۱     | ۴      | جان سرتیز   | ۱۵     |
|       | ۵      | جکی استوارت | ۱۴     |
| منبع: |        |             |        |

|       | جایگاه | سازنده       | امتیاز  |
| ----- | ------ | ------------ | ------- |
|       | ۱      | برابام-رپکو  | ۴۰ (۴۳) |
|       | ۲      | فراری        | ۳۱ (۳۲) |
|       | ۳      | بی‌آرام       | ۲۲      |
|       | ۴      | کوپر-مازراتی | ۲۰      |
|       | ۵      | لوتوس-کلیمکس | ۷       |
| منبع: |        |              |         |

یادداشت
- تنها پنج جایگاه نخست از هر رده‌بندی نمایش داده شده‌است.